# Teatro Metropol de Bogotá
El Teatro Metropol es la sala para muestras audiovisuales y artísticas de más aforo entre los de su categoría en la ciudad de Bogotá. Su capacidad es de 2.600 personas de pie o 1.100 personas sentadas.
Es una construcción de los años 70´s, que ha sido remodelada para convertirla en un escenario adecuado para la realización de espectáculos de alto impacto ya que cuenta con la infraestructura, acústica y tecnológica necesaria para realizar cualquier tipo de muestra cultural. Este cuenta con baños, palcos, un puesto de comida y sala de reuniones.
En un principio fue inaugurado como una sala de cine, esplendor que se opacó con la aparición de los múltiplex de diferentes compañías de cine que lo comercializaron en los centros comerciales.
A partir del 2016 fue alquilado a una organización cristiana, por lo cual ya no se volvieron  a hacer conciertos; y es incierto saber cuando volverán los conciertos a este recinto.

## Eventos
Hoy en día este complejo es más utilizado para organizar conciertos debido a la versatilidad del lugar. Entre los artistas que se han presentado en este recinto se encuentran:
| Artista | Fecha                    |
| --- | ------------------------ |
| Alika | 18 de marzo de 2006      |
| White Lion y Krönös | 29 de abril de 2008      |
| yyOrishas y Zion Stereo | 31 de octubre de 2008    |
| Opeth, The Brand New Blood, Antípoda & Total Death                                                                                           | 1 de abril de 2009       |
| Arch Enemy, Neurosis, Desecrate y Angershield                                                                                                | 30 de abril de 2009      |
| Amon Amarth y Soulburner | 14 de mayo de 2009       |
| Barón Rojo, Krönös y Supremacy | 6 de junio de 2009       |
| The Skatalites | 13 de junio de 2009      |
| Biohazard, Sin Salida y El Sagrado | 23 de junio de 2009      |
| Nortec Collective | 12 de septiembre de 2009 |
| Belphegor y God Dethroned | 20 de septiembre de 2009 |
| Killswitch Engage, Brand New Blood, Burden Of Hate, Heathless, Descomunal y Falcore                                                          | 11 de octubre de 2009    |
| Calle 13 | 30 de octubre de 2009    |
| Don Tetto | 31 de octubre de 2009    |
| Killswitch Engage | 8 de noviembre de 2009   |
| Tiamat | 11 de noviembre de 2009  |
| DragonForce, Timo Tolkki e Introspección | 13 de noviembre de 2009  |
| Skid Row y Sigma | 21 de noviembre de 2009  |
| Epica | 28 de noviembre de 2009  |
| Mortal Sin | 29 de noviembre de 2009  |
| WarCry | 4 de diciembre de 2009   |
| La Pestilencia, Las Pirañas Amazónicas, Nepentes, Koyi K Utho, El Sie7e y Pornomotora                                                        | 5 de diciembre de 2009   |
| Venom y Agony | 6 de diciembre de 2009   |
| Systema Solar | 7 de diciembre de 2009   |
| Fear Factory | 9 de diciembre de 2009   |
| Squirrel Nut Zippers y Velandia y La Tigra                                                                                                   | 11 de diciembre de 2009  |
| Cannibal Corpse y Threshold End | 17 de febrero de 2010    |
| Anabantha | 28 de febrero de 2010    |
| Korpiklaani | 7 de marzo de 2010       |
| Nile | 12 de marzo de 2010      |
| P.O.D. | 16 de abril de 2010      |
| Easy Star All-Stars | 14 de mayo de 2010       |
| Draco Rosa | 18 de mayo de 2010       |
| Dark Tranquility, The Agonist, Neurosis, Kilcrops, Introspección, Loathsome Faith, In Lust y Occultus                                        | 5 de junio de 2010       |
| Vive la Fête | 30 de julio de 2010      |
| Hypocrisy | 28 de septiembre de 2010 |
| Lamb of God, Nosense Premonition y Discord                                                                                                   | 2 de octubre de 2010     |
| Rhapsody of Fire | 24 de noviembre de 2010  |
| Jeff Beck | 3 de diciembre de 2010   |
| El Último Ke Zierre | 5 de diciembre de 2010   |
| Obús, Lujuria, Sagar, Albatroz, Heimdall y Makadamia,                                                                                        | 9 de diciembre de 2010   |
| Kamelot con Simone Simons y Fabio Lione, y Albatroz                                                                                          | 12 de abril de 2011      |
| Finntroll | 3 de mayo de 2011        |
| Testament, Zagreb, Witchtrap y Cuántica | 13 de agosto de 2011     |
| DevilDriver y Revez | 16 de agosto de 2011     |
| Coheed and Cambria y Stayway | 20 de septiembre de 2011 |
| Bring Me the Horizon y The Worst Situation Ever                                                                                              | 8 de octubre de 2011     |
| Parkway Drive | 19 de noviembre de 2011  |
| Satyricon y Thy Endless Wrath | 1 de noviembre de 2011   |
| Steve Aoki | 9 de diciembre de 2011   |
| Cannibal Corpse, Suicide Silence, The Black Dahlia Murder, Betray The Kidnapper, High Rate Extinction, Addicted To Chaos y Scofield Nakamura | 10 de diciembre de 2011  |
| Children of Bodom, Bloodfate y Avalon | 12 de diciembre de 2011  |
| Don Tetto y Tres de Corazón | 17 de diciembre de 2011  |
| Apocalyptica y Gaias Pendulum | 22 de enero de 2012      |
| Marea | 18 de febrero de 2012    |
| Dimmu Borgir y Nosferatu | 27 de febrero de 2012    |
| Haggard y Lord Master | 28 de febrero de 2012    |
| Morrisey y Kristeen Young | 17 de marzo de 2012      |
| Amon Amarth y C.O.K.A.I.N.A. | 22 de marzo de 2012      |
| Lamb of God y Hatebreed | 7 de abril de 2012       |
| Sodom, Witchtrap, Highway y Guerra Total | 13 de abril de 2012      |
| Pain | 17 de mayo de 2012       |
| Chromeo | 19 de mayo de 2012       |
| Barón Rojo, Arkángel y Supremacy | 8 de junio de 2012       |
| Theatres des Vampires | 30 de septiembre de 2012 |
| Nach | 11 de noviembre de 2012  |
| Digitalism | 2 de febrero de 2013     |
| Dischord | 14 de febrero de 2013    |
| Squirrel Nut Zippers y Monsieur Periné | 1 de marzo de 2013       |
| infected Mushroom | 30 de abril de 2013      |
| Annihilator, Sagros, Aggressive, Perpetual Warfare, Ikarus Falling y Perpetual Witness                                                       | 30 de mayo de 2013       |
| Bajofondo | 28 de junio de 2013      |
| Avantasia | 1 de julio de 2013       |
| Superlitio y Los Amigos Invisibles | 23 de agosto de 2013     |
| Asking Alexandria, Motionless in White, Mindless Mechanism, Dead Maddison y The Hidden Valley                                                | 30 de agosto de 2013     |
| Skillet | 6 de octubre de 2013     |
| Dread Mar-I | 13 de febrero de 2014    |
| Ghost y Electric Sasquatch | 26 de agosto de 2014     |
| Death, Kilcrops y Desecrate | 16 de septiembre de 2014 |
| Haggard | 17 de septiembre de 2014 |
| Gareth Emery | 19 de septiembre de 2014 |
| Los Cafres | 3 de octubre de 2014     |
| Richie Kotzen | 18 de octubre de 2014    |
| Kreator y Masacre | 21 de octubre de 2014    |
| Behemoth y Soulburner | 18 de noviembre de 2014  |
| Metronomy | 21 de noviembre de 2014  |
| Carcass, Brujería, Día De Los Muertos, Inquisition, Reencarnación, Random Revenge y Narcipsychotic                                           | 6 de diciembre de 2014   |
| Arch Enemy, Therion y Halcycon Way | 1 de febrero de 2015     |
| Raven, Morbid Saint y Wehrmacht | 8 de marzo de 2015       |
| Sonata Arctica | 19 de marzo de 2015      |
| No Te Va Gustar | 2 de mayo de 2015        |
| Extreme y Supremacy | 13 de febrero de 2014    |
| Bullet for My Valentine, Motionless in White, Deadfate y Brand New Blood                                                                     | 18 de julio de 2015      |
| Above & Beyond | 25 de julio de 2015      |
| PXNDX | Septiembre 12, 2015      |
| Fat Joe | 16 de octubre de 2015    |
| Gogol Bordello, Sidestepper, Mateo Rivano y Doktor Chiflamicas                                                                               | 31 de octubre de 2015    |
| Matisyahu | 26 de enero de 2016      |
| Bacilos | 2 de noviembre de 2018   |